# KVR Overboelare
KVR Overboelare was een Belgische voetbalclub uit Overboelare bij Geraardsbergen in Oost-Vlaanderen. De club werd in 1937 opgericht, speelde aanvankelijk bij de Vlaamsche Voetbal Bond en sloot in 1941 aan bij de KBVB met stamnummer 3204.

## Geschiedenis
De club werd opgericht door Cyriel Deroy en Jules Schaillee en speelde eerst 4 jaar in de Vlaamsche Voetbal Bond, toen maakte men de overstap naar de KBVB.
Racing speelde eerst in Tweede Gewestelijke en kwam in 1948 in Derde Gewestelijke terecht, waar in 1952 een tweede plaats werd behaald, waardoor de club bij de hervorming van de reeksen in dat jaar in Tweede Provinciale mocht aantreden.
In 1955 zakte Overboelare naar Derde Provinciale, vanaf de jaren zeventig werd dat voornamelijk Vierde Provinciale.
Tussen 1983 en 1988 kende de club nog een betere periode toen men opnieuw een reeks hoger mocht spelen, wat tussen 1999 en 2004 voor het laatst gebeurde.
De club kreeg het moeilijk, moest zelfs een jaar aan deelname met het eerste elftal verzaken, maar kon vanaf 2008 opnieuw in Vierde Provinciale aantreden.
In deze periode waren de sportieve prestaties erg mager, men eindigde steevast in de onderste helft van de klassering en in 2016 werd de club opgedoekt toen toenmalig voorzitter Koen Van De Maele zich met zijn drukkerijbedrijf als hoofdsponsor terugtrok. In het laatste bestaansjaar van de club werd de U15, een van de vier overgebleven jeugdelftallen, nog kampioen.